# Панчо Сегура
Франсиско Олегарио Сегура Кано (на испански: Francisco Olegario Segura Cano) е еквадорски тенисист.

## Биография
Франсиско Олегарио Сегура Кано е роден на 20 юни 1921 г. в Гуаякил, Еквадор. Роден е в автобус, пътуващ от Кеведо за Гуаякил, той е първото от седем деца на испанеца Доминго Сегура Паредес и индианката Франсиска Кано. Едва не умира при преждевременното си раждане, след което страда от херния и малария. Той се научава да играе тенис в тенис клуба в Гуаякил, където баща му е пазач, а самият той работи като прислуга.
Премества се в Съединените щати през 1940 г. През цялата си аматьорска кариера е включен в списъка на USTA като „чужд“ играч, пребиваващ в САЩ. Като професионален играч той е наричан „еквадорския шампион, който сега живее в Ню Йорк.“ След като получава американско гражданство през 1991 г. на седемдесетгодишна възраст, Сегура е гражданин и на двете страни.
Панчо Сегура почива на 18 ноември 2017 г. на 96-годишна възраст в дома си в Карлсбад, Калифорния, от усложнения, свързани с болестта на Паркинсон. Панихидата се провежда в тенис клуб Бевърли Хилс на 17 декември 2017 г. с 200 присъстващи.

## Кариера
Панчо Сегура е водещ тенисист от 40-те и 50-те години на XX век, както като аматьор, така и като професионалист. Той е единственият играч, който е печелил титлите на Ю Ес Про и Интернешънъл Про на три различни настилки, последователно през 1950, 1951 и 1952 г.). Той печели първия професионален турнир на шампионите в Сидни през 1957 г. Печели турнира Ел Ей Мастърс през 1958 г. 
Панчо Сегура е избран за професионален играч номер 1 в САЩ в класацията на USPLTA, през 1950, 1951 и 1952 г. Класиран е като професионалист номер едно в САЩ за 1950 и 1952 г. в класацията на PTPA.
Сегура се оттегля от играта на сингъл след 1970 г., на 49 години. Той е въведен в Международната тенис зала на славата в Нюпорт, Роуд Айлънд, през 1984 г.
В своята автобиография от 1979 г. Джак Креймър включва Панчо Сегура в списъка си на 21-те най-велики тенисисти на всички времена.

## Кариерна статистика

#### Финали на двойки отГолям шлем(2)
| година | турнир      | партньор     | съперник                  | резултат                           |
| ------ | ----------- | ------------ | ------------------------- | ---------------------------------- |
| 1944   | ОП САЩ      | Бил Талбърт  | Дон Макнил Боб Фалкенбург | 5 – 7, 4 – 6, 6 – 3, 1 – 6         |
| 1946   | Ролан Гарос | Енрике Мореа | Марсел Бернар Ивон Петра  | 5 – 7, 3 – 6, 6 – 0, 6 – 1, 8 – 10 |

#### Финали на смесени двойки отГолям шлем(2)
| година | турнир | партньор   | съперник                  | резултат      |
| ------ | ------ | ---------- | ------------------------- | ------------- |
| 1943   | ОП САЩ | Полин Бец  | Дон Макнил Боб Фалкенбург | 8 – 10, 4 – 6 |
| 1947   | ОП САЩ | Гъси Моран | Луиз Бро Джон Бромич      | 3 – 6, 1 – 6  |